# James McTeigue
James McTeigue (29 de desembre de 1967) és un director cinematogràfic australià. Va créixer a Collaroy Plateau, un suburbi de les Platges Nord a Sydney i posseeix llinatge maorí neozelandès. McTeigue va estudiar a l'escola Cromer High, en Cromer. Va completar els seus estudis terciaris a la Universitat Charles Sturt, dins del Campus Wagga Wagga.
Ha dirigit V de Vendetta (2006) i Ninja Assassin (2009).
Va ser assistent de direcció en moltes pel·lícules, incloent la trilogia de Matrix i Star Wars Episodi II: L'Atac dels Clons. És famós pel seu debut com a director en la seva pel·lícula de 2006 titulada V de Vendetta.